# Маніто (Іллінойс)
Маніто (англ. Manito) — селище (англ. village) в США, в окрузі Мейсон штату Іллінойс. Населення — 1552 особи (2020).

## Географія
Маніто розташоване за координатами 40°25′14″ пн. ш. 89°46′51″ зх. д. / 40.42056° пн. ш. 89.78083° зх. д. (40.420612, -89.780879).  За даними Бюро перепису населення США в 2010 році селище мало площу 3,73 км², уся площа — суходіл.

## Демографія
Згідно з переписом 2010 року, у селищі мешкали 1642 особи в 663 домогосподарствах у складі 455 родин. Густота населення становила 440 осіб/км².  Було 710 помешкань (190/км²).
Расовий склад населення:
| - 97,6 % — білих - 0,8 % — азіатів - 0,3 % — корінних американців - 0,3 % — чорних або афроамериканців |

До двох чи більше рас належало 0,9 %. Частка іспаномовних становила 1,3 % від усіх жителів.
За віковим діапазоном населення розподілялося таким чином: 24,0 % — особи молодші 18 років, 59,1 % — особи у віці 18—64 років, 16,9 % — особи у віці 65 років та старші. Медіана віку мешканця становила 40,1 року. На 100 осіб жіночої статі у селищі припадало 94,8 чоловіків;  на 100 жінок у віці від 18 років та старших — 92,3 чоловіків також старших 18 років.
Середній дохід на одне домашнє господарство  становив 65 746 доларів США (медіана — 58 295), а середній дохід на одну сім'ю — 67 752 долари (медіана — 62 667). Медіана доходів становила 52 917 доларів для чоловіків та 31 840 доларів для жінок. За межею бідності перебувало 11,2 % осіб, у тому числі 18,9 % дітей у віці до 18 років та 4,4 % осіб у віці 65 років та старших.
Цивільне працевлаштоване населення становило 810 осіб. Основні галузі зайнятості: освіта, охорона здоров'я та соціальна допомога — 23,8 %, виробництво — 18,1 %, роздрібна торгівля — 13,7 %, транспорт — 9,4 %.